# Geodia gibberosa
Geodia gibberosa är en svampdjursart som beskrevs av Jean-Baptiste Lamarck 1815. Geodia gibberosa ingår i släktet Geodia och familjen Geodiidae.
Artens utbredningsområde är Karibiska havet. Inga underarter finns listade i Catalogue of Life.